# Boldog Hopkó Bazil
Boldog Hopkó Bazil (szlovákul:Vasiľ Hopko) (Geréb, 1904. április 21. - Eperjes, 1976. június 23.) boldoggá avatott, vértanúként tisztelt eperjesi görögkatolikus segédpüspök.

## Élete
Hopkó Bazil Gerében született, 1904-ben. Szülei Hopkó Bazil és Anna Petrenko, akik zsellérek voltak. Bazil még csecsemőkorában elveszítette édesapját, aki egy villámcsapás következtében halt meg. Ekkor anyja az Amerikai Egyesült Államokba költözött, hogy munkát keressen. Bazil nevelését nagybátyja vette át, aki Demeter Petrenko görögkatolikus pap volt. 
Gimnáziumi tanulmányait az eperjesi evangélikus gimnáziumban végezte el, majd szintén Eperjesen kezdett papi tanulmányokat. Sokáig gondolkodott rajta, hogy tanulmányait felfüggeszti és édesanyja után kimegy az Egyesült Államokba, de ebben betegsége, s anyagi problémák megakadályozták. Végül hosszas vívódás után döntött a papság mellett, s 1929. február 3-án felszentelték az eperjesi egyházmegye papjává.
1929 és 1936 között Prágában szolgált, ahol megalapította Görögkatolikus Egyetemisták Mozgalmát, valamint Görögkatolikus Ifjúsági Szövetséget, s ezen kívül templomot épített. Eközben édesanyja visszatért az Egyesült Államokból, ahol 22 évet töltött, s haláláig fia házvezetőnője lett. 
1936-tól az eperjesi szemináriumban tanár és spirituális, közben posztgraduális tanulmányokat végez a prágai Károly Egyetemen, illetve 1940-ben doktorál a pozsonyi Comenius Egyetemen.
1941-ben püspöki titkárnak nevezik ki, közben a Blahovistnik című újság szerkesztője. 
A II. világháború után Pavol Peter Gojdič eperjesi püspök látva az egyre erősödő támadásokat a görögkatolikus egyház ellen segédpüspököt kért, hogy esetleges eltávolítása, akadályoztatása esetén se kerüljön veszélybe a görögkatolikus egyházmegye. XII. Piusz pápa 1946. november 9-én nevezte ki eperjesi segédpüspöknek. Püspökszentelésére Eperjesen, 1947. május 11-én került sor. 
A csehszlovák görögkatolikus egyház felszámolása után paptársai többségével egyetértve nem volt hajlandó áttérni az ortodox egyházba, ezért - Pavol Peter Gojdič eperjesi püspökkel együtt - 1950. április 28-án letartóztatták. Majdnem egy évig tartó kínzásokkal tarkított vizsgálat után 1951. november 24-én egy prágai kirakatperben államellenes összeesküvés, hazaárulás, a Vatikán javára folytatott kémkedés vádjával 15 év börtönre ítélték. 
Összesen hét börtönben töltötte büntetését. Szabadlábra helyezését ahhoz a feltételhez kötötték, hogy kizárólag akkor engedik el, ha aláírja az ortodoxiába történő visszatérését, melyet elutasított. Ezért édesanyja temetésére se engedték el. 
Börtönévei során egészsége megromlott, amihez az is hozzájárult, hogy ételébe folyamatosan kis mennyiségű arzént raktak. 1964. május 12-én egészségügyi okokból kiengedték a börtönből, de három évre internálták egy észak-csehországi volt ciszterci kolostorba, ahol ideggyógyászt hívtak hozzá, aki azt a - hamis - diagnózist állította ki róla, hogy idegbeteg. 
A prágai tavasz eseményeinek köszönhetően a görögkatolikus egyházat visszaállították, s ő visszatérhetett az egyházmegyéjébe. Viszont a szlovák nacionalisták megyés püspöki kinevezését (elmebetegségre hivatkozva) megakadályozták. Az egyházmegye élére 1990-ig nem neveztek ki megyés püspököt. Az egyházmegye vezetője a szlovák nemzetiségű Ján Hirka lett, mint apostoli adminisztrátor. 
Hopkó püspök Eperjesen halt meg 1976. június 23-án. Sírja az eperjesi székesegyházban van. Temetésén az állami hatóságok megtiltották a papságnak, hogy liturgikus ruhát vegyenek fel, csak a főcelebráns öltözhetett liturgikus öltözékbe.
Boldoggá avatási eljárása a rendszerváltás után elindult, s 2003. szeptember 14-én Prágában II. János Pál pápa boldoggá avatta.

## Fordítás
- Ez a szócikk részben vagy egészben  a   Basil Hopko című angol Wikipédia-szócikk fordításán alapul.  Az eredeti cikk szerkesztőit annak laptörténete sorolja fel. Ez a jelzés csupán a megfogalmazás eredetét és a szerzői jogokat jelzi, nem szolgál a cikkben szereplő információk forrásmegjelöléseként.